# ضعف عنق الرحم
ضعف عنق الرحم، ويسمى كذلك قصور عنق الرحم أو عدم كفاءة عنق الرحم، هو حالة طبية في الحمل يبدأ فيها عنق الرحم في التمدد (الاتساع) والتلاشي قبل وصول الحمل للموعد المحدد. تتنوع تعريفات ضعف عنق الرحم، ولكن الأكثر استعمالا هو عدم قدرة عنق الرحم على الاحتفاظ بالحمل في غياب علامات أو أعراض تدل على حدوث انقبضات، أو ولادة ،أو كليهما في الثلث الثاني من الحمل. قد يتسبب ضعف عنق الرحم في حدوث إجهاض تلقائي أو ولادة مبكرة خلال الثلثين الثاني والثالث من الحمل. علامة أخرى من علامات ضعف عنق الرحم هي التقمع عند الفتحة الداخلية للرحم، وهو تمدد (اتساع) لقناة عنق الرحم في ذلك الموقع.
في حالات ضعف عنق الرحم، قد يحدث تمدد وتلاشي عنق الرحم دون ألم أو انقباضات للرحم. في الحمل الطبيعي، يحدث التمدد والتلاشي كاستجابة لانقباضات الرحم. يصبح ضعف عنق الرحم مشكلة حين يتم إجبار عنق الرحم على الفتح نتيجة الضغط المتزايد داخل الرحم مع تقدم الحمل. إذا لم يتم إيقاف الاستجابة، قد يحدث تمزق للأغشية، وولادة مبكرة للطفل
وفقًا لإحصائيات عيادة مايو، فإن ضعف عنق الرحم نادر نسبيًا في الولايات المتحدة، حيث يحدث في 1-2% فقط من كل حالات الحمل، ولكن من المعتقد أنه ينسبب في حوالي 20-25% من حالات الإجهاض التلقائي في الثلث الثاني من الحمل.

## التشخيص
يمكن لتشخيص ضعف عنق الرحم أن يكون صعبا ويعتمد على تاريخ مرضي من التمدد غير المؤلم لعنق الرحم عادة بعد الثلث الأول من الحمل دون انقباضات أو ولادة وفي غياب أي شكل مرضي واضح آخر. بالإضافة للتاريخ المرضي، يستخدم بعض الأطباء تقييم طول قناة عنق الرحم في الثلث الثاني من الحمل لاكتشاف قصر العنق باستخدام الموجات الصوتية. على أي حال، اتضح أن الطول القصير لعنق الرحم علامة على الولادة المبكرة وليس ضعف عنق الرحم. تم اقتراح اختبارات تشخيصية أخرى ولكن لم يتم المصادقة عليها وتشمل تصوير الرحم بالصبغة، والتصوير الشعاعي للشد بالبالون على عنق الرحم، تقييم عنق الرحم المتسع باستخدام موسِّع هيجار أو برات، واستخدام اختبار مرونة البالون، واستخدام موسعات عنق رحم بمقاسات مختلفة تدريجيا لحساب مؤشر مقاومة عنق الرحم.
طبيعيًا، يجب أن يكون طول عنق الرحم 30 مم على الأقل. يتنوع تعريف عنق الرحم. إلا أن أحد التعريفات الشائعة هو طول قناة عنق الرحم أقل من 25 مم عند أو قبل 24 أسبوعًا من العمر الحملي. تتناسب خطورة الولادة المبكرة عكسيا مع طول قناة عنق الرحم:
- أقل من 25 مم: خطورة 18% لولادة مبكرة
- أقل من 20 مم: خطورة 25% لولادة مبكرة
- أقل من 15 مم: خطورة 50% لولادة مبكرة

## عوامل الخطورة
تشمل عوامل الخطورة للولادة المبكرة أو ولادة جنين ميت بسبب ضعف عنق الرحم ما يلي:
- تشخيص ضعف عنق الرحم في حمل سابق
- حدوث تمزق الأغشية المبتسر قبل الاوان في حمل سابق
- تاريخ مرضي لاستئصال مخروطي عنقي
- عيوب خلقية (تشوهات) في الرحم

يبدو أن الإجراءات المتكررة (مثل التوسيع باستخدام آلات خصوصا في المراحل المتأخرة من الحمل) تزيد من خطورة حدوث ضعف عنق الرحم. بالإضافة لذلك، فإن أي صدمة قوية لعنق الرحم قد تضعف النسيج.

## العلاج
لا يتم علاج ضعف عنق الرحم عمومًا إلا إذا ظهر أنه يهدد الحمل. يمكن علاجه باستخدام تطويق عنق الرحم، وهي عملية جراحية لتقوية عضلات عنق الرحم عن طريق وضع عقد جراحية فوق فتحة قناة عنق الرحم لتضييقها.
تستلزم إجراءات التطويق عادة غلق قناة عنق الرحم عن طريق المهبل بمساعدة منظار. طريقة أخرى تتضمن إجراء التطويق عن طريق شق جراحي في البطن. يمَكِّن إجراء التطويق عن طريق البطن من وضع العقدة الجراحية في المستوى المطلوب تماما. ويمكن تنفيذها إذا كانت قناة عنق الرحم قصيرة جدا، أو متلاشية، أو مشوهة بالكامل. يتم إجراء التطويق عادة بين الأسبوعين 12 و14 من الحمل. تتم إزالة العقد الجراحية بين الأسبوعين 36 و38 لتجنب حدوث مشاكل أثناء الولادة. مضاعفات العملية نادرة وتتضمن: النزيف نتيجة إصابة الأوردة وقت العملية، ووفاة الجنين بسبب انسداد الأوعية الرحمية
تتم دراسة فكرة الفرزجة العنقية كبديل لتطويق عنق الرحم نظرًا لاحتمالية وجود مضاعفات أقل. يتم وضع حلقة من السيليكون عند فتحة قناة عنق الرحم في بداية الحمل، وإزالتها لاحقًا قبل موعد الولادة المتوقع. لكن الفرزجة العنقية ما زالت بحاجة للمزيد من الدراسة لتحديد إذا ما كانت مكافئة أو أفضل من العلاج الحالي.

## التسمية
تم فهم المصطلحات السابقة بشكل خاطئ على أنها لوم للمرأة فيما يتعلق بالإجهاض، كما لو كانت مقصرة أو غير كفؤة. وبالتالي فإن ضعف عنق الرحم هو المصطلح الموصى به.